# سیارک ۱۷۱۶۹
سیارک ۱۷۱۶۹ (به انگلیسی: 17169 Tatarinov، نامگذاری:1999NQ23) هفده هزار و صد و شصت و نهمین سیارک کشف شده‌است که در ۱۴ ژوئیه ۱۹۹۹ کشف شد.
قدر مطلق سیارک برابر ۲۰.۴ است.